# Stade Communal
Het Stade Communal is een multifunctioneel stadion in Mondercange, een plaats in Luxemburg.
Het stadion wordt vooral gebruikt voor voetbalwedstrijden, de voetbalclub FC Mondercange maakt gebruik van dit stadion. In het stadion is plaats voor 3.304 toeschouwers.